# Aukro

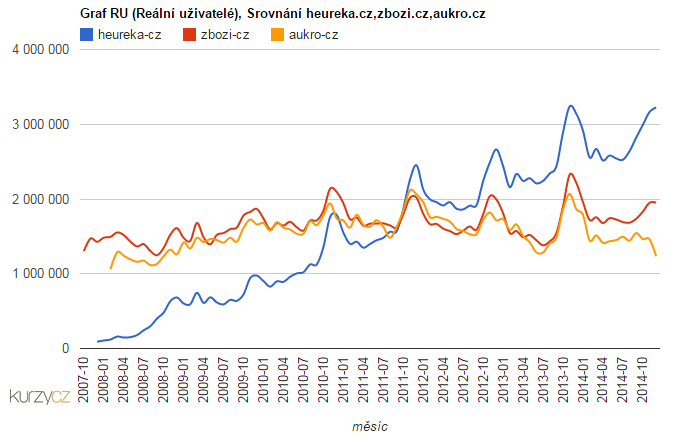
Srovnání návštěvnosti Aukra s Heurekou a Zbožím

Aukro je největší[zdroj?] české online tržiště, které se orientuje na aukce i prodej a nákup za pevné ceny. V současnosti poskytuje své služby jak pro nejširší veřejnost, tak i profesionálním obchodníkům a firmám.
Svou činnost zahájilo Aukro v srpnu 2003 a po prvním roce získalo zhruba sedm tisíc uživatelů.[zdroj?] Podle údajů Aukra se v roce 2013 počet registrovaných uživatelů pohyboval okolo tří milionů a během deseti let působení Aukra na českém trhu zde zákazníci utratili 24 miliard korun. Každou minutu se na Aukru prodá 22 položek. V roce 2018 pokořilo Aukro podle svých interních zdrojů 4 miliony registrovaných uživatelů.[zdroj?]

## Historie
Aukro.cz bylo založeno v roce 2003 ve Zlíně a od počátku byla součástí polské skupiny Allegro. U zrodu Aukra stál Václav Liška, který v letech 2003 – 2009 zastával funkci výkonného ředitele. Od roku 2013 je jednatelem Allegro Group CZ. V roce 2013 vede společnost Milan Kučera.
Od roku 2011 spadá Aukro do portfolia skupiny Allegro Group CZ.[rozpor] Allegro Group patřila aukční společnosti Tradus, kterou v roce 2008 koupila jihoafrická společnost Naspers. Ta v roce 2016 prodala společnost zpět do českých rukou a 50% vlastníkem se stal mj. zakladatel Václav Liška. Mezi další podílové vlastníky patří společnost BDO Advisory a Agora Development.
V roce 2019 se majoritním majitelem Aukra stává skupina Pale Fire Capital. Aukro se výrazně zjednodušuje, zaměřuje na zákazníka a úspěšný nákup.

## Ocenění
Za dobu svého působení na českém trhu získalo Aukro.cz několik ocenění.

### Křišťálová lupa
V anketě Křišťálová Lupa – Cena českého Internetu, která oceňuje nejoblíbenější a nejzajímavější projekty a služby českého internetu, se Aukro.cz pravidelně umisťuje již od roku 2008.
1. místo v kategorii E-shop v roce 2008 – Aukro uspělo i navzdory tomu, že není klasickým eshopem. Aukční platforma nebyla nominována pouze kategorii E-shop, ale současně i ve dvou dalších – Projekt roku a Anticena.
1. místo v kategorii Internetové obchodování v letech 2011, 2010, 2009
2. místo v kategorii Internetové obchodování v roce 2012
3. místo v kategorii Internetové obchodování v roce 2013

### Obchodník roku
Aukro.cz získalo celkem čtyři ocenění v soutěži Obchodník roku.
1. místo v kategorii Internetový obchod roku v letech 2011, 2010, 2009
2. místo v kategorii Internetový obchod roku v roce 2012

### Superbrands Awards
V letech 2019, 2013 získalo Aukro.cz získalo ocenění Superbrand, které je udělováno nejlepším značkám na trhu.

## Kritika
Dne 21. června 2011 se Aukro (konkrétně reklama na něj) zařadila do série Koutek reklamní tuposti na serveru Britských listů, za reklamu ve formě papírové visačky, umísťované na kliky v předprázdninovém období.